# Grosvenor Group
Grosvenor Group Limited är ett brittiskt familjeägt fastighetsföretag, som har sitt ursprung och kärna i den brittiska familjen Grosvenors förmögenhet i fastigheter i Westminster i London. Det ägs av hertigen av Westminster och hans familj.

## Bakgrund
Företaget grundades 1677 i London, då Thomas Grosvenor (1655–1700) gifte sig med arvtagerskan Mary Davies. Hon hade ärvt herrgården Eia med 500 tunnland mark norr om floden Themsen omedelbart väster om City of London. Detta område var i stort sett outnyttjat av familjen Grosvenor fram till 1720-talet, då den norra delen, ny känd som Mayfair, omkring Grosvenor Square, exploaterades. Några generationer senare, på 1820-talet, flyttades intresset söderut till vad som nu är Belgravia, med exploatering av bland andra Eaton Square och Chester Square. Senare under 1800-talet bebyggdes området Pimlico.

## Ägda fastigheter i urval
- Liverpool One, köpcentrum i Liverpool, Storbritannien
- District, ett bostads- och affärsområde i Washington, D.C., USA
- Century Plaza II, en kontorsbyggnad i Silicon Valley i Kalifornien, USA
- Waterstone Apartment Homes, ett bostadsområde i San Jose, Kalifornien, USA
- 240 Stockton Street, en tio våningar hög kontors- och bostadsfastighet i San Francisco i Kalifornien, USA
- 875 California Street, en bostadsfastighet i San Francisco i Kalifornien, USA
- 288 Pacific, affärshus vid Jackson Square i San Francisco i Kalifornien, USA
- 394 Pacific Avenue, kontorsbyggnad i San Francisco i Kalifornien, USA
- 1645 Pacific Avenue, exklusiva ägarlägenheter i San Francisco i Kalifornien, USA
- 185 Post Street, köpcentrum i San Francisco i Kalifornien, USA
- Grosvenor Ambleside, bostads- och affärscentrum i Vancouver, British Columbia, Kanada
- Connaught, bostadsområde i Vancouver, British Columbia, Kanada
- Drake, en samling av 135 ägarlägenheter och stadsradhus i Calgary, Alberta, Kanada
- Rue de la Republique, köpcentrum i Lyon, Frankrike
- Rue Serpenoise, köpcentrum i Metz, Frankrike
- The Westminster Terrace, bostadshus i Hong Kong
- China Merchants Tower, kontorshus i Beijing, Kina
- Parkside Plaza, köpcentrum i Shanghai, China
- Grosvenor Place Kamizono-cho, bostadsområde i Tokyo, Japan
- The Westminster Roppongi, bostadsfastighet i Tokyo, Japan
- The Westminster Nanpeidai, bostadsfastighet i Shibuya, Tokyo, Japan

## Grosvenor i Sverige
Grosvenor Group började investera i fastigheter i Sverige 2011 genom dotterbolaget  Grosvenor Europe Investments Limited. Företaget äger (2019) sex köpcentra:
- Skärholmens centrum i Skärholmen i Stockholm (köpt 2015)
- Lidingö centrum i Lidingö (köpt 2018)
- Väsby centrum i Upplands Väsby (köpt 2011)
- Bålsta Centrum i Bålsta  (köpt 2011)
- Haninge Centrum i Handen  (köpt 2011)
- Burlövs centrum i Burlöv  (köpt 2011)

## Bildgalleri

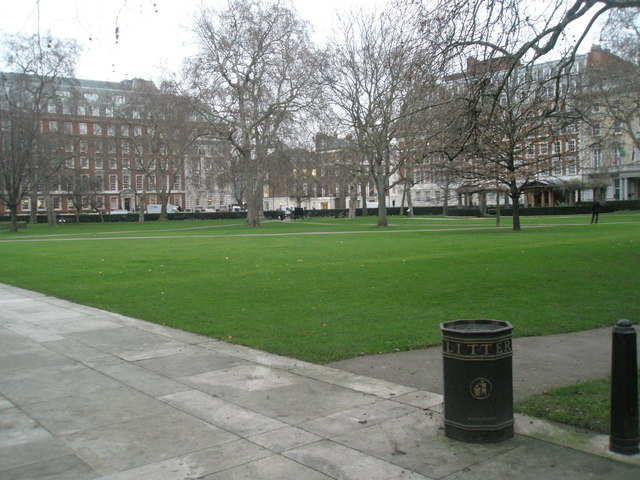
Grosvenor Square i London
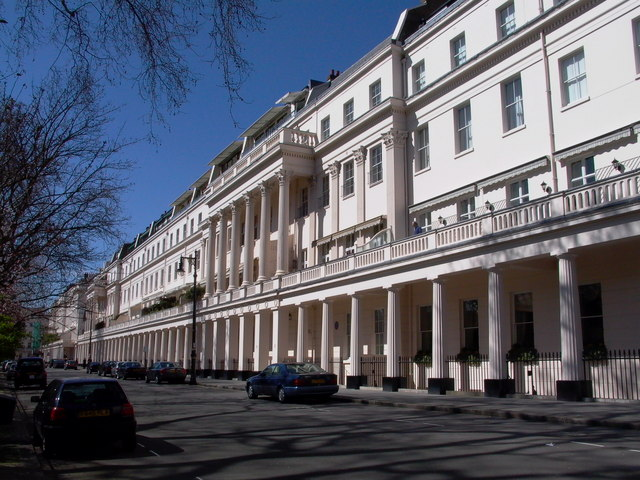
Eaton Square i London
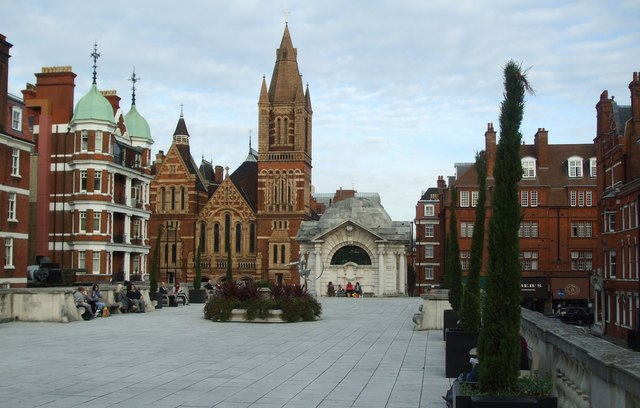
Brown Hart Gardens i London
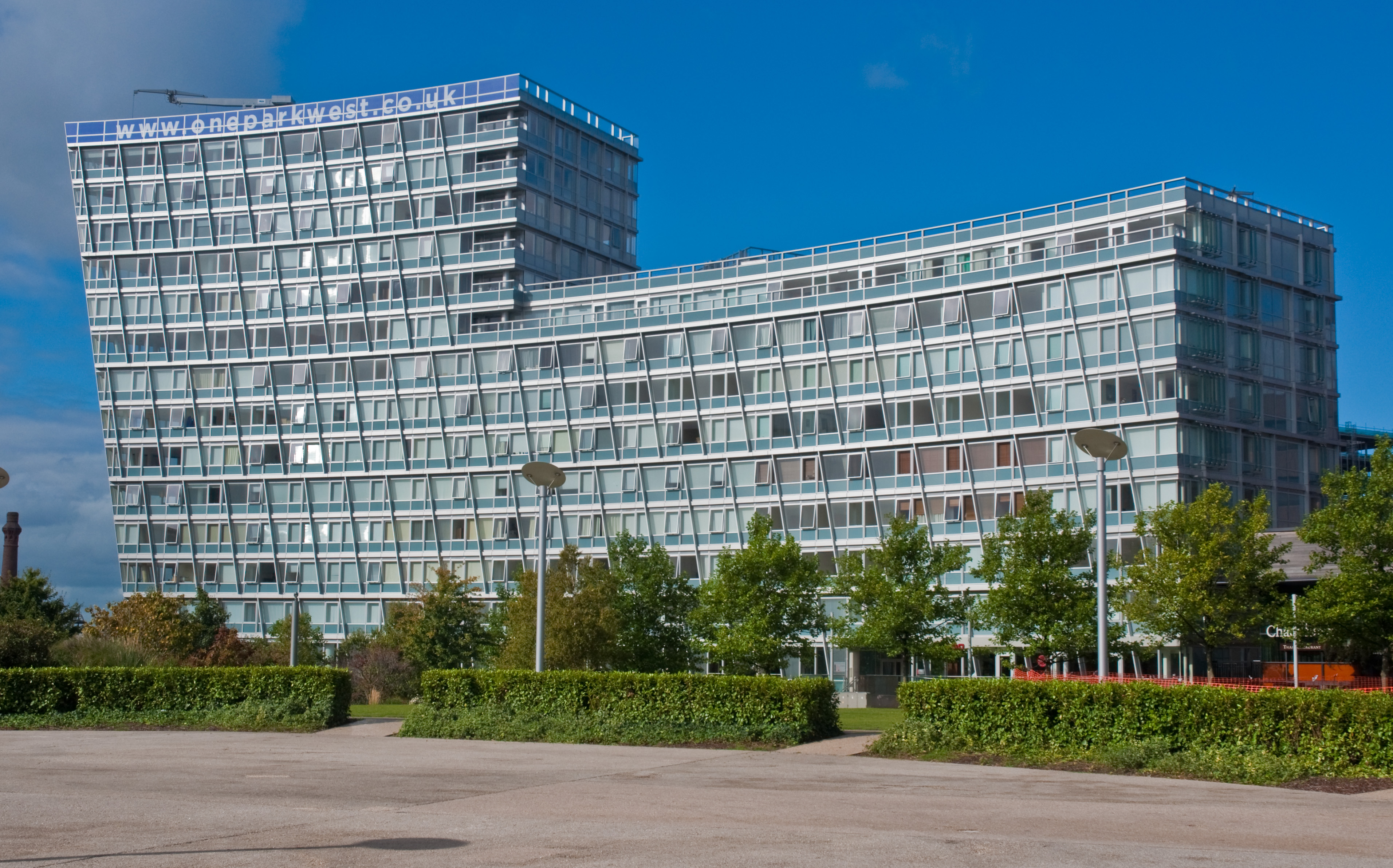
One Park West, ett bostadshus i Liverpool One i Liverpool
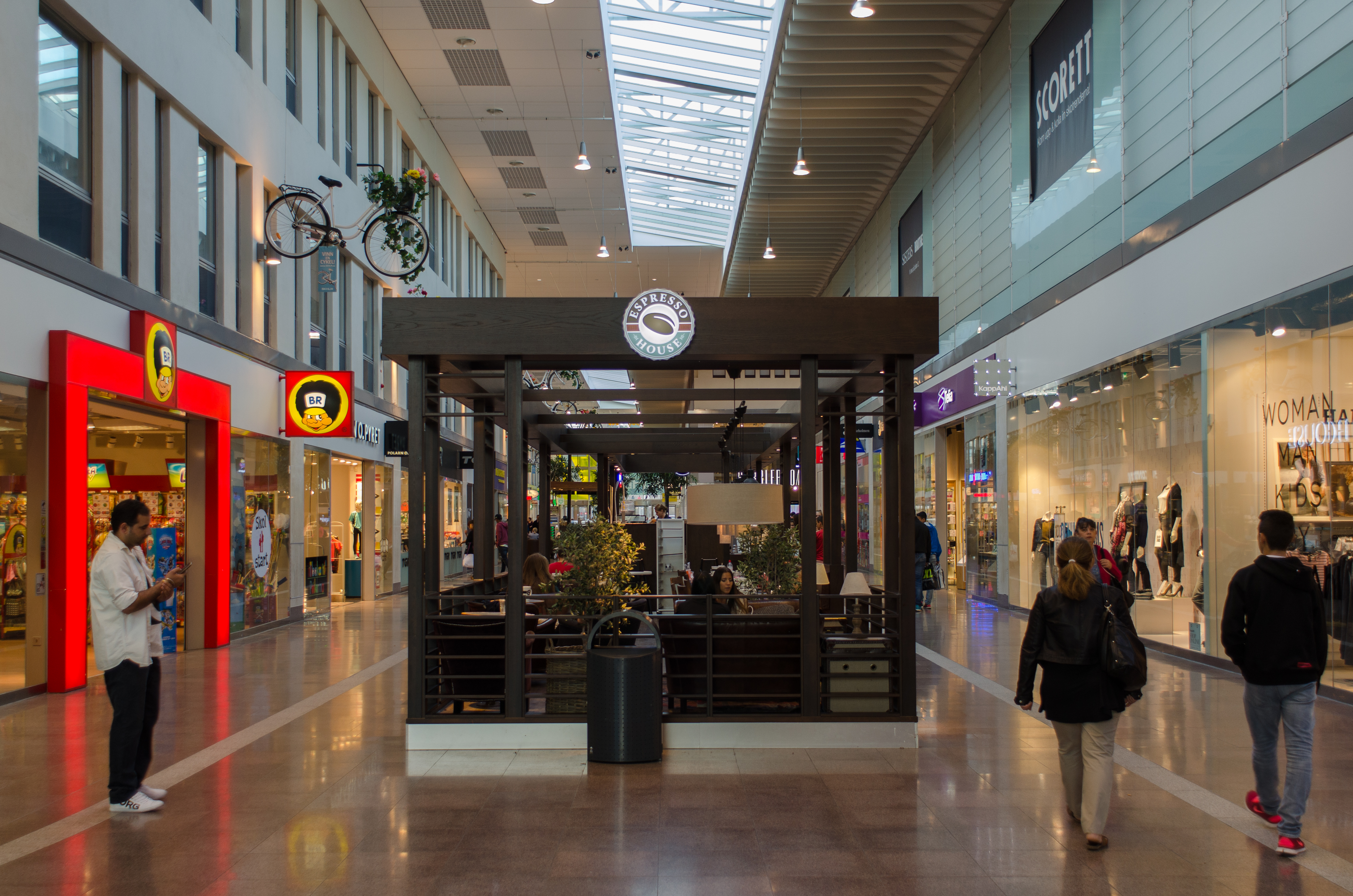
Skärholmens centrum
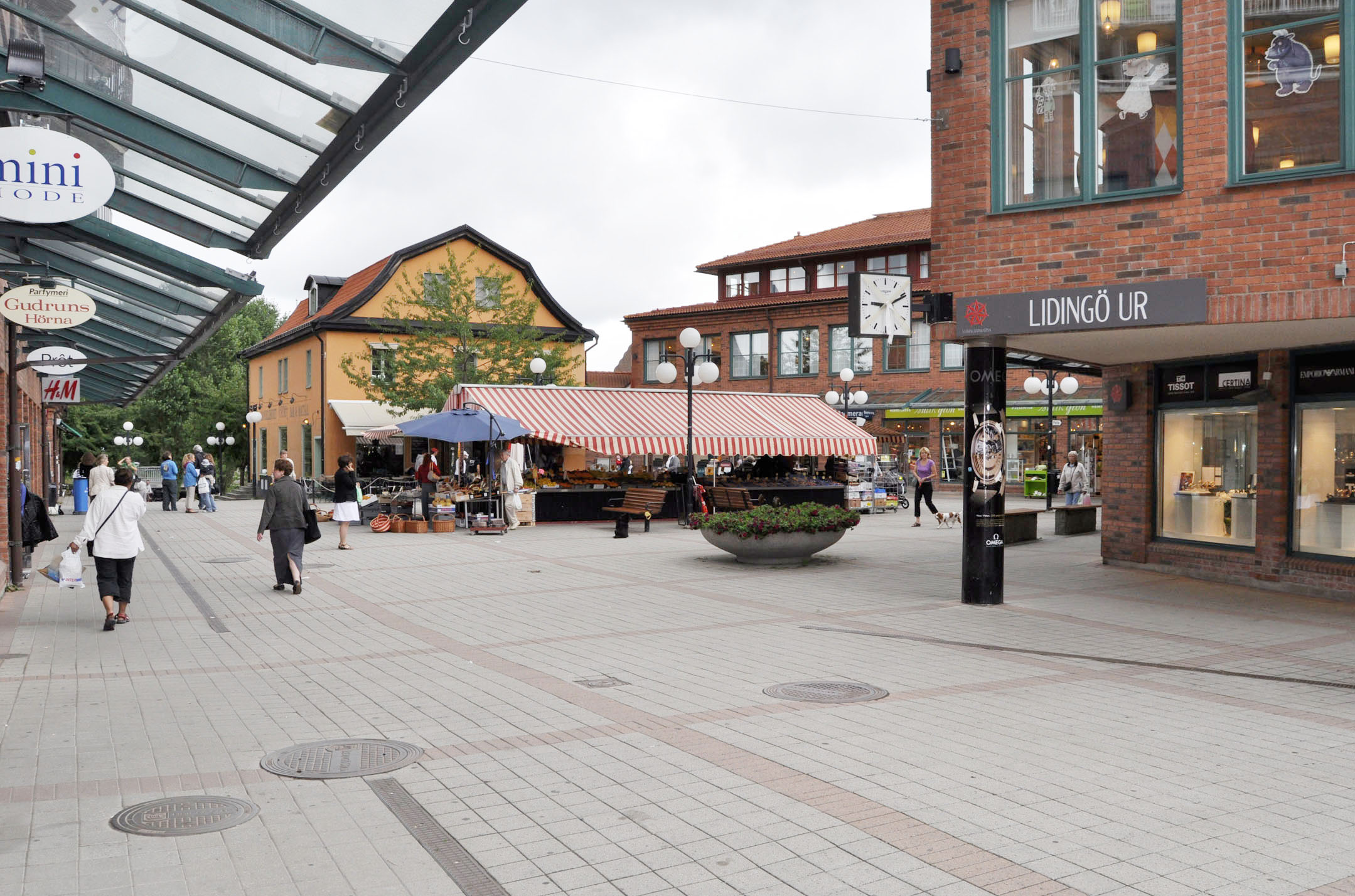
Lidingö centrum
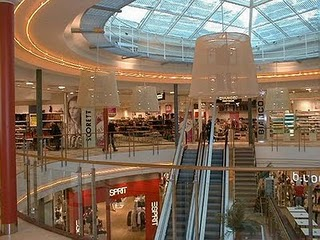
Haninge Centrum